# Cyathea irregularis
Cyathea irregularis är en ormbunkeart som beskrevs av Guido Georg Wilhelm Brause. Cyathea irregularis ingår i släktet Cyathea och familjen Cyatheaceae. Inga underarter finns listade.